# Frau Gertrud Namenlos
Frau Gertrud Namenlos ist ein österreichischer Stummfilm aus dem Jahr 1914 mit der Wiener Volksschauspielerin Hansi Niese in der Titelrolle.

## Handlung
Frau Gertrud ist eine treusorgende, gutmütige Hausfrau in der Wiener Familie Schmidt, die ganz im Kreise ihrer Lieben aufgeht; ein Ausbund an Herzlichkeit und guter Laune, die auch in schweren Momenten nicht den Lebensmut verliert. Bilder aus ihrem Alltag zeigen sie in der Küche arbeiten, ihren Mann in dessen Büro begleiten, Einkäufe machen und sich auch mal mit einem Marktweib streiten. Doch eines Tages droht das häusliche Glück mit Ehemann und Kind zu zerbrechen. Denn der untreue Gatte beginnt eine Affäre mit einer deutlich Jüngeren, der verführerischen Varietésängerin Nelly, einer veritablen Sirene.
Für Frau Gertrud fällt eine Welt in Scherben. Sie will für den Erhalt des Glücks am heimischen Herd kämpfen, bricht aber eines Tages zusammen, weil sie alles verloren glaubt. Gertrud irrt entlang der Wiener Donauauen und stürzt sich schließlich aus Verzweiflung in die Flussfluten. Ein Fischer sieht sie und fischt die Namenlose aus der Donau heraus. Während Gertrud in dessen Obhut zu neuem Lebensmut und allmählich auch zu alter Kraft und Stärke findet, wird sie daheim als vermisst und schließlich als tot betrauert. Die Namenlose beginnt eine neue Karriere als Theatermimin, ein großer Erfolg wird ihre Darstellung der Rose Bernd. Schließlich kehrt sie aber in ihre bescheidene Häuslichkeit, zu Heim und Herd, zu Mann und Kind, zurück.

## Produktionsnotizen
Frau Gertrud Namenlos entstand als Dreiakter in der zweiten Jahreshälfte 1913 in Wien. Drehorte waren u. a. die Reichsbrücke, der Resselpark und die Donauauen. Die Uraufführung des etwa 1200 Meter langen Films fand am 30. Januar 1914 in Wien statt.
In den Wiener Kinos wurde das filmische Volksstück ursprünglich unter dem verkürzten Titel Frau Gertrud angekündigt. Es war Hansi Nieses zweiter Film; ihren Kinoeinstand hatte sie in dem nahezu zeitgleich entstandenen Streifen Johann Strauß an der schönen blauen Donau gegeben.

## Kritiken
In der Neuen Freien Presse hieß es am 15. März 1914: "Der bekannte Wiener Schriftsteller Alfred Deutsch-German hat für die Künstlerin ein Filmvolksstück geschrieben, in dessen Mittelpunkt er eine mit Geschick gezeichnete wurzelechte Frauengestalt gestellt hat. (…) Man weiß, mit welch unvergleichlicher Kunst Frau Niese solche Figuren verkörpert, und auch im Film gewinnt die an sich schon urwüchsige Gestalt durch sie warmes, pulsierendes Leben. (…) Frau Niese findet für die Frau, die für ihr häusliches Glück kämpft und schließlich verzweifelnd zusammenbricht, ergreifenden Ausdruck."